# Liste der Naturschutzgebiete im Plzeňský kraj

Lage des Plzeňský kraj in Tschechien

Die Liste der Naturschutzgebiete im Plzeňský kraj umfasst kleinflächige geschützte Gebiete in der Region Pilsen, Tschechien. Aufgenommen sind alle offiziell ausgewiesenen Naturreservate und Naturdenkmäler nach dem „Gesetz zum Schutz der Natur und der Landschaft 114/1992“ (Stand November 2009).
Für eine Gesamtübersicht siehe die Liste der Naturschutzgebiete in Tschechien.

## Nationale Naturreservate
| Name                   | Gründung | Größe [ha] | Lage                            | Beschreibung            | Ansicht |
| ---------------------- | -------- | ---------- | ------------------------------- | ----------------------- | ------- |
| Bílá strž              | 1972     | 79,02      | Klatovy: Hamry, Železná Ruda    |                         |         |
| Čerchovské hvozdy      | 2000     | 326,93     | Domažlice: Česká Kubice, Chodov |                         |         |
| Černé a Čertovo jezero | 1933     | 174,86     | Klatovy: Železná Ruda           | Zwei Seen im Böhmerwald |         |
| Chejlava               | 1933     | 25,90      | Plzeň-jih: Měcholupy            |                         |         |
| Chlumská stráň         | 1933     | 150,41     | Rokycany: Chlum                 |                         |         |
| Kohoutov               | 1966     | 30,05      | Rokycany: Ostrovec-Lhotka       |                         |         |

## Naturreservate
| Name                     | Gründung | Größe [ha] | Lage                                               | Beschreibung | Ansicht |
| ------------------------ | -------- | ---------- | -------------------------------------------------- | ------------ | ------- |
| Amálino údolí            | 1994     | 80,93      | Prachatice: Nicov Klatovy: Kašperské Hory          |              |         |
| Bažantnice               | 1999     | 23,14      | Plzeň-sever: Nekmíř                                |              |         |
| Bělč                     | 1955     | 9,44       | Klatovy: Dolany                                    |              |         |
| Bělyšov                  | 1955     | 11,37      | Klatovy: Chudenice                                 |              |         |
| Borek u Velhartic        | 1990     | 38,09      | Klatovy: Velhartice                                |              |         |
| Brčálnické mokřady       | 2004     | 49,79      | Klatovy: Železná Ruda                              |              |         |
| Broumovská bučina        | 1988     | 26,17      | Tachov: Broumov                                    |              |         |
| Bučina u Žďáru           | 1951     | 6,77       | Tachov: Chodský Újezd                              |              |         |
| Bystřice                 | 1969     | 43,61      | Domažlice: Pec                                     |              |         |
| Čepičná                  | 1999     | 179,00     | Klatovy: Budětice, Rabí                            |              |         |
| Chřepice                 | 1994     | 16,89      | Klatovy: Čachrov                                   |              |         |
| Chynínské buky           | 1933     | 13,92      | Plzeň-jih: Čížkov                                  |              |         |
| Datelovská strž          | 2003     | 5,78       | Klatovy: Dešenice                                  |              |         |
| Diana                    | 1933     | 20,41      | Tachov: Rozvadov                                   |              |         |
| Dlouhý vrch              | 2002     | 21,07      | Domažlice: Bělá nad Radbuzou                       |              |         |
| Drahotínský les          | 1987     | 11,80      | Domažlice: Drahotín, Hvožďany, Poběžovice          |              |         |
| Dubensko                 | 1965     | 4,83       | Plzeň-sever: Chříč                                 |              |         |
| Fajmanovy skály a Klenky | 1955     | 29,35      | Plzeň-jih: Čížkov                                  |              |         |
| Farské bažiny            | 1974     | 66,07      | Tachov: Lesná                                      |              |         |
| Háj                      | 1970     | 11,31      | Plzeň-sever: Druztová                              |              |         |
| Hamižná                  | 1995     | 14,89      | Klatovy: Hartmanice                                |              |         |
| Herštýn                  | 1933     | 10,76      | Domažlice: Němčice                                 |              |         |
| Hradištský vrch          | 1990     | 8,47       | Tachov: Konstantinovy Lázně                        |              |         |
| Hůrky                    | 1955     | 26,50      | Plzeň-sever: Zahrádka                              |              |         |
| Jelení vrch              | 1966     | 11,11      | Klatovy: Klatovy                                   |              |         |
| Jezírka                  | 1995     | 59,50      | Rokycany: Podmokly Rakovník: Skryje                |              |         |
| Jezírka u Rozvadova      | 1984     | 6,23       | Tachov: Rozvadov                                   |              |         |
| Jezvinec                 | 1955     | 10,78      | Domažlice: Pocinovice                              |              |         |
| Kamenný rybník           | 1953     | 11,38      | Plzeň-město: Plzeň                                 |              |         |
| Kepelské mokřady         | 1995     | 10,59      | Klatovy: Čachrov, Hartmanice                       |              |         |
| Kokšín                   | 1955     | 20,65      | Plzeň-jih: Spálené Poříčí                          |              |         |
| Kozelka                  | 1972     | 33,15      | Plzeň-sever: Manětín, Nečtiny                      |              |         |
| Krašov                   | 1952     | 36,28      | Plzeň-sever: Bohy                                  |              |         |
| Kříženecké mokřady       | 2008     | 4,19       | Klatovy: Hartmanice                                |              |         |
| Křížový kámen            | 1974     | 19,23      | Tachov: Lesná                                      |              |         |
| Lakmal                   | 2003     | 41,08      | Klatovy: Nýrsko, Železná Ruda                      |              |         |
| Lazurový vrch            | 1997     | 23,15      | Tachov: Chodová Planá                              |              |         |
| Lípa                     | 1990     | 24,91      | Rokycany: Ostrovec-Lhotka                          |              |         |
| Lopata                   | 1933     | 6,67       | Plzeň-jih: Milínov                                 |              |         |
| Losenice                 | 1998     | 2,70       | Klatovy: Kašperské Hory                            |              |         |
| Losenice II              | 2008     | 13,27      | Klatovy: Kašperské Hory                            |              |         |
| Luňáky                   | 1992     | 26,56      | Klatovy: Janovice nad Úhlavou, Lomec               |              |         |
| Malý Zvon                | 1995     | 8,00       | Domažlice: Bělá nad Radbuzou                       |              |         |
| Mělký rybník             | 1984     | 27,94      | Tachov: Staré Sedliště                             |              |         |
| Městišťské rokle         | 1994     | 186,91     | Klatovy: Čachrov, Dešenice, Železná Ruda           |              |         |
| Milčice                  | 1991     | 8,75       | Klatovy: Sušice                                    |              |         |
| Na Volešku               | 1989     | 5,22       | Klatovy: Soběšice, Strašín                         |              |         |
| Nad Hutí                 | 1995     | 14,04      | Domažlice: Bělá nad Radbuzou, Rybník               |              |         |
| Nebe                     | 1995     | 13,89      | Klatovy: Kašperské Hory                            |              |         |
| Netřeb                   | 1933     | 20,52      | Domažlice: Kanice                                  |              |         |
| Nový rybník              | 2007     | 12,84      | Plzeň-sever: Úherce                                |              |         |
| Onen Svět                | 2004     | 27,55      | Klatovy: Čachrov                                   |              |         |
| Ostrůvek                 | 1973     | 5,51       | Tachov: Lesná                                      |              |         |
| Páteříková Huť           | 2003     | 7,04       | Klatovy: Čachrov                                   |              |         |
| Pavlova Huť              | 1990     | 32,82      | Tachov: Lesná                                      |              |         |
| Pavlovická stráň         | 1988     | 6,44       | Tachov: Planá                                      |              |         |
| Petrovka                 | 1988     | 28,08      | Plzeň-město: Plzeň Plzeň-sever: Chotíkov           |              |         |
| Pleš                     | 1931     | 27,69      | Domažlice: Bělá nad Radbuzou                       |              |         |
| Pod Volfštejnem          | 1984     | 16,48      | Tachov: Černošín                                   |              |         |
| Podkovák                 | 1974     | 5,63       | Tachov: Lesná                                      |              |         |
| Polánecký mokřad         | 2000     | 3,78       | Plzeň-jih: Polánka                                 |              |         |
| Postřekovské rybníky     | 1990     | 146,39     | Domažlice: Klenčí pod Čerchovem, Postřekov, Ždánov |              |         |
| Poustka                  | 2008     | 6,72       | Klatovy: Hartmanice                                |              |         |
| Prácheň                  | 1953     | 28,55      | Klatovy: Velké Hydčice                             |              |         |
| Prameniště               | 1994     | 335,27     | Klatovy: Čachrov, Železná Ruda                     |              |         |
| Přimda                   | 1956     | 33,52      | Tachov: Přimda                                     |              |         |
| Pučanka                  | 1948     | 24,77      | Klatovy: Hejná                                     |              |         |
| Smrčí                    | 2009     | 91,72      | Domažlice: Česká Kubice                            |              |         |
| Starý Hirštejn           | 1968     | 37,15      | Domažlice: Mnichov                                 |              |         |
| Střela                   | 1976     | 314,21     | Plzeň-sever: Manětín, Mladotice, Žihle             |              |         |
| Svobodova niva           | 1996     | 8,61       | Klatovy: Železná Ruda                              |              |         |
| Tišina                   | 1987     | 10,35      | Tachov: Chodský Újezd                              |              |         |
| Tisovské rybníky         | 1990     | 83,15      | Tachov: Staré Sedliště, Tisová                     |              |         |
| Třímanské skály          | 1990     | 27,10      | Rokycany: Kladruby                                 |              |         |
| U rybníčků               | 1990     | 7,96       | Tachov: Lestkov                                    |              |         |
| Úhlavský luh             | 2003     | 50,21      | Klatovy: Hamry, Nýrsko                             |              |         |
| V Horách                 | 1966     | 50,63      | Rokycany: Terešov                                  |              |         |
| V Morávkách              | 1988     | 2,43       | Klatovy: Myslív                                    |              |         |
| Zábělá                   | 1970     | 31,93      | Plzeň-město: Plzeň Plzeň-sever: Chrást             |              |         |
| Zbynické rybníky         | 1992     | 37,94      | Klatovy: Hrádek                                    |              |         |
| Žďár                     | 1953     | 25,55      | Rokycany: Dobřív                                   |              |         |
| Zelenský luh             | 2003     | 16,65      | Klatovy: Nýrsko                                    |              |         |
| Žežulka                  | 2008     | 53,30      | Klatovy: Hartmanice                                |              |         |
| Zhůřská hnízdiště        | 2005     | 114,36     | Klatovy: Čachrov                                   |              |         |
| Zhůřská pláň             | 2000     | 131,50     | Klatovy: Čachrov                                   |              |         |
| Zhůřský lom              | 2000     | 0,75       | Klatovy: Čachrov                                   |              |         |
| Zlín                     | 1965     | 17,75      | Plzeň-jih: Dolní Lukavice                          |              |         |
| Zvoníčkovna              | 1956     | 8,67       | Rokycany: Kornatice                                |              |         |

## Nationale Naturreservate
| Name              | Gründung | Größe [ha] | Lage                         | Beschreibung | Ansicht |
| ----------------- | -------- | ---------- | ---------------------------- | ------------ | ------- |
| Americká zahrada  | 1970     | 1,89       | Klatovy: Chudenice           |              |         |
| Na požárech       | 1992     | 78,88      | Tachov: Lesná                |              |         |
| Odlezelské jezero | 1975     | 68,30      | Plzeň-sever: Potvorov, Žihle |              |         |
| Pastviště u Fínů  | 1985     | 4,19       | Klatovy: Sušice              |              |         |
| Vosek             | 1989     | 74,00      | Rokycany: Osek, Volduchy     |              |         |

## Naturdenkmäler
| Name                           | Gründung | Größe [ha] | Lage                                      | Beschreibung | Ansicht |
| ------------------------------ | -------- | ---------- | ----------------------------------------- | ------------ | ------- |
| Andrejšky                      | 1975     | 2,02       | Plzeň-město: Starý Plzenec                |              |         |
| Bašta                          | 1972     | 0,06       | Rokycany: Břasy                           |              |         |
| Bejkovna                       | 1990     | 0,85       | Klatovy: Měčín                            |              |         |
| Biskoupky                      | 1990     | 1,40       | Klatovy: Měčín                            |              |         |
| Bouřidla                       | 1989     | 11,55      | Rokycany: Sebečice                        |              |         |
| Černá stráň                    | 1990     | 8,28       | Plzeň-jih: Čmelíny                        |              |         |
| Černošínský bor                | 1990     | 2,22       | Tachov: Černošín                          |              |         |
| Čerňovice                      | 1990     | 0,70       | Plzeň-sever: Čerňovice                    |              |         |
| Čertova hráz                   | 1976     | 1,58       | Plzeň-sever: Kozojedy                     |              |         |
| Čertova kazatelna              | 1974     | 2,40       | Plzeň-město: Plzeň                        |              |         |
| Červený vrch                   | 1990     | 1,16       | Domažlice: Otov                           |              |         |
| Chodovské skály                | 2009     | 3,64       | Domažlice: Chodov                         |              |         |
| Chudenická bažantnice          | 1933     | 17,94      | Klatovy: Chudenice, Poleň                 |              |         |
| Čiperka                        | 1995     | 0,06       | Tachov: Chodová Planá                     |              |         |
| Dolejší drahy                  | 1990     | 4,35       | Klatovy: Nehodiv                          |              |         |
| Doubí                          | 1998     | 28,13      | Plzeň-město: Plzeň                        |              |         |
| Ejpovické útesy                | 1993     | 1,93       | Plzeň-město: Dýšina Rokycany: Ejpovice    |              |         |
| Hádky                          | 1956     | 5,62       | Plzeň-jih: Milínov                        |              |         |
| Hora                           | 1955     | 2,79       | Domažlice: Němčice                        |              |         |
| Hořehledy                      | 1992     | 5,54       | Plzeň-jih: Spálené Poříčí                 |              |         |
| Hrádecká bahna                 | 1989     | 2,49       | Rokycany: Hrádek                          |              |         |
| Hromnické jezírko              | 1975     | 12,41      | Plzeň-sever: Hromnice                     |              |         |
| Hvožďanská louka               | 1992     | 6,75       | Domažlice: Hora Svatého Václava, Hvožďany |              |         |
| Kařezské rybníky               | 1992     | 66,59      | Rokycany: Kařez, Kařízek                  |              |         |
| Kašparův vrch                  | 1989     | 0,10       | Rokycany: Volduchy                        |              |         |
| Kateřina                       | 1979     | 0,68       | Rokycany: Břasy                           |              |         |
| Kopeckého pramen               | 1984     | 0,42       | Plzeň-město: Plzeň                        |              |         |
| Krasíkov                       | 1997     | 4,24       | Tachov: Kokašice                          |              |         |
| Loreta                         | 1985     | 13,65      | Klatovy: Týnec                            |              |         |
| Louka u Šnajberského rybníka   | 1992     | 4,90       | Domažlice: Újezd                          |              |         |
| Louka u Staré Huti             | 2002     | 2,07       | Domažlice: Nemanice                       |              |         |
| Loupensko                      | 1976     | 5,98       | Klatovy: Nezdice                          |              |         |
| Lužany                         | 1951     | 7,02       | Plzeň-jih: Lužany                         |              |         |
| Malesická skála                | 1974     | 0,01       | Plzeň-město: Plzeň                        |              |         |
| Malochova skalka               | 1970     | 2,21       | Plzeň-sever: Druztová                     |              |         |
| Maršovy Chody                  | 1987     | 1,14       | Tachov: Částkov                           |              |         |
| Medový Újezd                   | 1977     | 0,34       | Rokycany: Medový Újezd                    |              |         |
| Milov                          | 1990     | 0,74       | Tachov: Přimda                            |              |         |
| Míšovské buky                  | 1990     | 5,03       | Plzeň-jih: Míšov                          |              |         |
| Mlýneček                       | 1990     | 0,67       | Domažlice: Mrákov                         |              |         |
| Modravské slatě                | 1989     | 36         | Klatovy: Modrava                          |              |         |
| Mrazové srázy u Lazen          | 1976     | 1,86       | Klatovy: Strašín                          |              |         |
| Mutěnínský lom                 | 1990     | 1,70       | Domažlice: Mutěnín                        |              |         |
| Německá hora                   | 1990     | 0,27       | Domažlice: Chodská Lhota                  |              |         |
| Niva u Volduch                 | 1989     | 1,44       | Rokycany: Volduchy                        |              |         |
| Novoveská draha                | 1990     | 4,93       | Plzeň-jih: Neurazy                        |              |         |
| Obří zámek                     | 1989     | 52,34      | Prachatice: Nicov Klatovy: Kašperské Hory |              |         |
| Orlovická hora                 | 1990     | 1,00       | Domažlice: Pocinovice                     |              |         |
| Osojno                         | 1968     | 3,44       | Plzeň-sever: Dražeň                       |              |         |
| Petrské údolí                  | 1973     | 4,59       | Tachov: Stříbro                           |              |         |
| Pístovská louka                | 2003     | 2,25       | Tachov: Chodová Planá                     |              |         |
| Pod Šipínem                    | 1965     | 0,17       | Tachov: Konstantinovy Lázně               |              |         |
| Pod Smutným koutem             | 1998     | 8,65       | Plzeň-jih: Útušice                        |              |         |
| Pod starým hradem              | 1972     | 0,93       | Rokycany: Ejpovice, Klabava, Rokycany     |              |         |
| Povydří                        | 1987     | 660,60     | Klatovy: Horská Kvilda, Rejštejn, Srní    |              |         |
| Prameniště Kateřinského potoka | 1990     | 3,11       | Tachov: Lesná                             |              |         |
| Příšovská homolka              | 1933     | 0,48       | Plzeň-sever: Příšov                       |              |         |
| Racovské rybníčky              | 1984     | 4,36       | Tachov: Staré Sedlo                       |              |         |
| Rokycanská stráň               | 1981     | 20,88      | Rokycany: Rokycany                        |              |         |
| Rumpál                         | 1989     | 5,20       | Rokycany: Přívětice                       |              |         |
| Salka                          | 1990     | 1,00       | Domažlice: Pasečnice                      |              |         |
| Sedlecká rokle                 | 1990     | 0,27       | Plzeň-město: Lhůta                        |              |         |
| Skalky na Sádku                | 1938     | 3,89       | Domažlice: Postřekov                      |              |         |
| Sokolova vyhlídka              | 1980     | 3,50       | Domažlice: Babylon                        |              |         |
| Stará Úhlava                   | 1988     | 0,50       | Klatovy: Švihov                           |              |         |
| Starý rybník                   | 1948     | 5,58       | Plzeň-město: Starý Plzenec                |              |         |
| Štěpánský rybník               | 1989     | 0,25       | Rokycany: Mýto                            |              |         |
| Strašínská jeskyně             | 1967     | 0,53       | Klatovy: Strašín                          |              |         |
| Sutice                         | 1990     | 1,83       | Plzeň-město: Tymákov                      |              |         |
| Svaté Pole                     | 2007     | 3,49       | Klatovy: Horažďovice                      |              |         |
| Svatý Bernard                  | 1990     | 0,73       | Klatovy: Chudenín                         |              |         |
| Tetřevská slať                 | 1989     | 18,94      | Prachatice: Kvilda Klatovy: Sušice        |              |         |
| Tupadelské skály               | 1967     | 0,81       | Klatovy: Klatovy                          |              |         |
| U báby - U lomu                | 1933     | 0,53       | Plzeň-sever: Žihle                        |              |         |
| U hřbitova                     | 1989     | 1,95       | Rokycany: Rokycany                        |              |         |
| U Radošína                     | 1990     | 0,75       | Klatovy: Chudenín                         |              |         |
| V Houlištích                   | 1990     | 14,60      | Plzeň-jih: Polánka                        |              |         |
| Valcha                         | 1990     | 0,82       | Tachov: Stráž                             |              |         |
| Velký kámen                    | 1970     | 1,10       | Klatovy: Plánice                          |              |         |
| Veský mlýn                     | 2002     | 32,04      | Domažlice: Bělá nad Radbuzou              |              |         |
| Vojovická draha                | 1990     | 6,13       | Plzeň-jih: Neurazy                        |              |         |
| Zavírka                        | 1989     | 0,05       | Rokycany: Svojkovice                      |              |         |
| Žďár u Chodského Újezda        | 1999     | 0,44       | Tachov: Chodský Újezd                     |              |         |